# 圣托马日市镇

圣托马日市镇於斯洛文尼亞的位置

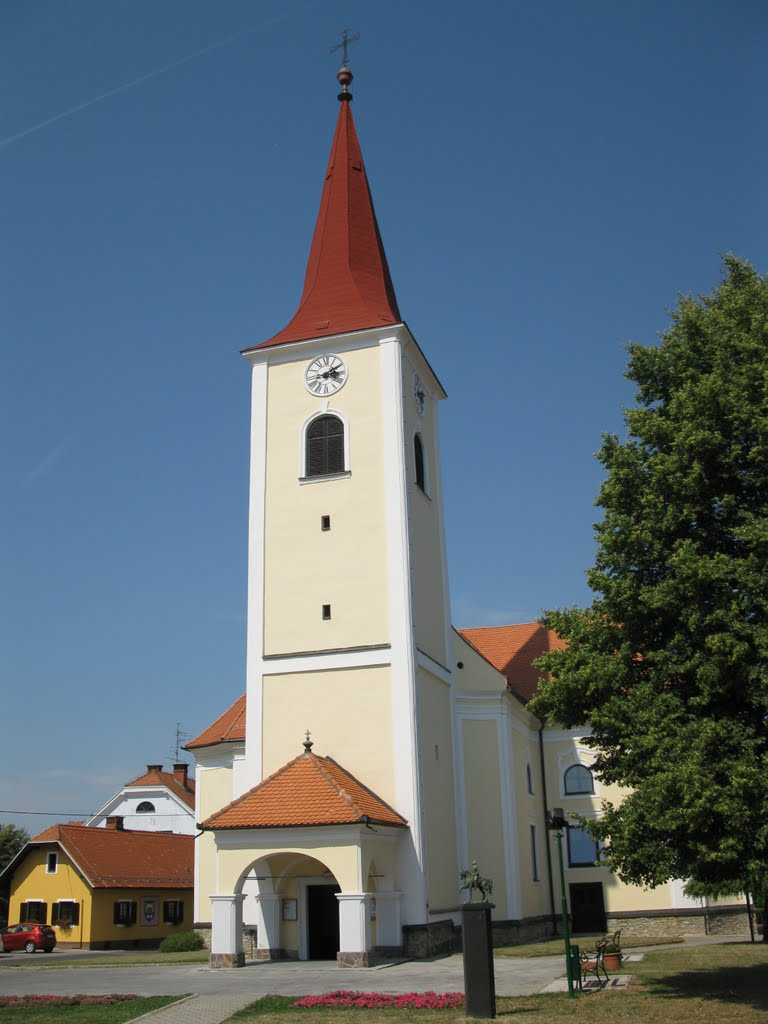
当地教堂

圣托马日市镇是斯洛文尼亞東北部的一個市镇，行政中心为圣托马日。面積38.09平方公里，2010年人口2209。人口密度約58人/km2。2006年之前为奧爾莫日市鎮的一部分。

## 外部連結
- 官方网站  （斯洛文尼亚文）
- Municipality of Sveti Tomaž on Geopedia （页面存档备份，存于）